# Samuel Gompers
Samuel L. Gompers (ur. 27 stycznia 1850 w Londynie, zm. 13 grudnia 1924 w San Antonio) – amerykański działacz związkowy, przywódca umiarkowanego skrzydła ruchu zawodowego Stanów Zjednoczonych, który zabiegał o polepszenie warunków bytu i pracy, od 1886 do 1895 oraz od 1896 do śmierci przewodniczący Amerykańskiej Federacji Pracy (AFL), w 1919 przewodniczący Komisji Międzynarodowej ds. Ustawodawstwa Pracy w trakcie konferencji pokojowej w Paryżu (dzięki niej powstała Międzynarodowa Organizacja Pracy).
Urodził się w holendersko-żydowskiej rodzinie, która zamieszkała w Nowym Jorku wtedy, gdy był jeszcze dzieckiem. W 1862 rozpoczął pracę przy produkcji cygar w Nowym Jorku na Dolnym Manhattanie. Od 1863 działał w Związku Zawodowym Wytwórców Cygar. W 1874 został jego przewodniczącym. W 1884 przystąpił do organizowania silnego, zdecentralizowanego ruchu związkowego, zajmującym się sprawami ekonomicznymi kosztem interesów politycznych. W 1886 był faktycznym założycielem Amerykańskiej Federacji Pracy (AFL), która na przełomie XIX i XX wieku jako główna organizacja robotników USA zajęła miejsce starszej i scentralizowanej organizacji Rycerzy Pracy powstałej w 1869. Od założenia AFL do swej śmierci pozostawał jej prezydentem z wyjątkiem przerwy w latach 1895-1896. Pod jego przywództwem ruch koncentrował się przeważnie na regulacjach godzin pracy i zarobków, mimo że AFL zawsze bardziej popierała lepsze wykształcenie, zakaz pracy dzieci i odpowiedniejsze warunki pracy w kopalniach i fabrykach. Samuel Gompers dążył do zatrudniania etatowych działaczy wyróżniających się zdolnościami negocjacyjnymi zamiast „werbowania” przeciętnych agitatorów. W sposób ostrożny przewodził amerykańskiej organizacji związkowej, odcinając się od rewolucyjnych haseł Eugene’a Victora Debsa i innych radykałów. Zachęcał robotników do udzielania poparcia postępowym demokratom, jak Woodrow Wilson (prezydent USA w latach 1913-1921) zamiast socjalistycznych doktrynerów, (doktryna nietworzenia własnej partii robotniczej).